# Andou
Andou (kinesiska: 安斗, 安斗乡) är en socken i Kina. Den ligger i provinsen Sichuan, i den sydvästra delen av landet, omkring 350 kilometer nordväst om provinshuvudstaden Chengdu. Antalet invånare är 1 823. Befolkningen består av 926 kvinnor och 897 män. Barn under 15 år utgör 26,0 %, vuxna 15-64 år 64 %, och äldre över 65 år 8,0 %.
Runt Andou är det mycket glesbefolkat, med 6 invånare per kvadratkilometer. Närmaste större samhälle är Wa'erma, 18,3 km sydost om Andou. Trakten runt Andou består i huvudsak av gräsmarker.
Genomsnittlig årsnederbörd är 967 millimeter. Den regnigaste månaden är juli, med i genomsnitt 213 mm nederbörd, och den torraste är december, med 4 mm nederbörd.